# Лысиков, Алексей Борисович
Алексе́й Бори́сович Лы́сиков (27 февраля 1957 — 30 января 2016) — российский музыкант, автор-исполнитель, журналист, педагог.

## Биография
Родился в Воронежской области, в детстве с родителями переехал на Камчатку, где и прожил почти всю жизнь. Окончил Камчатский государственный педагогический институт, отслужил в армии, работал в школе учителем физики и математики. Потом работал в Доме культуры «Сероглазка», оттуда перешёл в филармонию, играл в группе «Календарь», гастролировал по стране, выступал сольно, а также дуэтом с известным камчатским бардом Сергеем Косыгиным. В 2000-е годы переехал в Москву.

## Творчество
Выступал сольно и дуэтами с Сергеем Косыгиным и Ксенией Федуловой, продюсер Ксении Федуловой.